# Cain Dotson
Cain Magnus Dotson, född 17 oktober 1971 i Österhaninge, är en svensk före detta sportchef och fotbollsspelare i GIF Sundsvall.
Dotson spelade med sin moderklubb IF Brommapojkarna fram till 2000 då han värvades av uppflyttade allsvenska klubben GIF Sundsvall. Dotson spelade med Giffarna i allsvenskan fram till år 2004 då han varvade ner med spel i lägre serier. Han gjorde sammanlagt 18 mål och är trea bland GIF Sundsvalls målskyttar i Allsvenskan.
Efter karriären som elitfotbollsspelare stannade Cain Dotson kvar i Sundsvall. Inför säsongen 2006 valdes han in i den  nybildade sportkommittén i GIF Sundsvall (övriga medlemmar var Gunnar Samuelsson och Magnus "Fimpen" Svensson). Efter säsongen 2007 då GIF Sundsvall säkrat uppflyttning till Allsvenskan 2008 började Cain Dotson att jobba med Urban Hagblom som sportchef. Den 27 december 2007 gick GIF Sundsvall officiellt ut med informationen att Cain Dotson tillträdde som sportchef i GIF Sundsvall från och med 1 januari 2008. Efter säsongen 2011 lämnade han GIF Sundsvall.
Han är även expertkommentator på Canal Plus och har medverkat som skribent i olika sportsammanhang.
Han var 2007 även aktiv som spelare i division 3-laget Alnö IF.

## Seriematcher och mål
För GIF Sundsvall-tiden (2000–2004):
- 2004: 20 / 1
- 2003: 13 / 2
- 2002: 17 / 2
- 2001: 22 / 4
- 2000: 28  / 9

För BP-tiden (1989-1999):
- 1999: 22 / 8
- 1998: 20 / 14
- 1997: 20 / 3
- 1996: 7 / 1
- 1995: 24 / 2
- 1994: 21 / 3
- 1993: 7 / 0
- 1992: 27 / 7
- 1991: 20 / 4
- 1990: 10 / 2
- 1989: 4 / 0